# Onofre Mata y Maneja
Onofre Mata y Maneja (Barcelona, 1850-Madrid, 1921) fue un ilustre artillero que unía a su carrera militar unos elevados conocimientos técnicos.

## Historia
Nació en Barcelona en 1850 e ingresó en el Real Colegio de Segovia. Al finalizar sus estudios fue destinado a Cataluña para combatir a los insurrectos republicanos y participó en la guerra carlista de 1872. Destinado al Parque de Artillería de Cádiz, colaboró en la renovación del material de artillería de la plaza.
Comisionado al extranjero para estudiar los nuevos materiales, escribió el Tratado de balística interior, obra traducida a diversos idiomas y texto de los Caballeros Cadetes, cuyo original manuscrito se encuentra en la biblioteca de la Academia de Artillería, y El problema principal de balistica exterior. Fue autor también de varios proyectos de fabricación de material y municiones, entre los que citaremos: Alza telémetro y Granada perforante, Morteros de bronce de 9,15 y 21 cm. y obuses de 21 15 cm.
El fallecimiento de este científico y artillero ocurrió en el año 1921, en Madrid.